# Valzer
Valzer ist ein Filmdrama aus dem Jahr 2007 von und mit Salvatore Maira.
Er wurde bei den Internationalen Filmfestspielen von Venedig 2007 uraufgeführt.

## Handlung
In einem Luxushotel in Turin findet eine Tagung von hochrangigen Fußballmanagern statt, in der es darum geht, die Aufdeckung eines Skandals zu verhindern, der sie alle ruinieren würde. 
Währenddessen wartet in der Bar des Hotels ein Mann aus Argentinien, der dort seine Tochter Luzia treffen will. Er hat sie seit zwanzig Jahren nicht mehr gesehen, weil er eine Strafe im Gefängnis abgesessen hat. Stattdessen trifft er dort auf die Kellnerin Assunta, eine Freundin Luzias, die vor zehn Jahren verschwunden und nie mehr aufgetaucht ist. Assunta hatte an der Stelle Luzias und in deren Namen Briefe an den Vater im Gefängnis geschrieben.